# Noviciat
 (janvier 2013).
Si vous disposez d'ouvrages ou d'articles de référence ou si vous connaissez des sites web de qualité traitant du thème abordé ici, merci de compléter l'article en donnant les références utiles à sa vérifiabilité et en les liant à la section « Notes et références ».

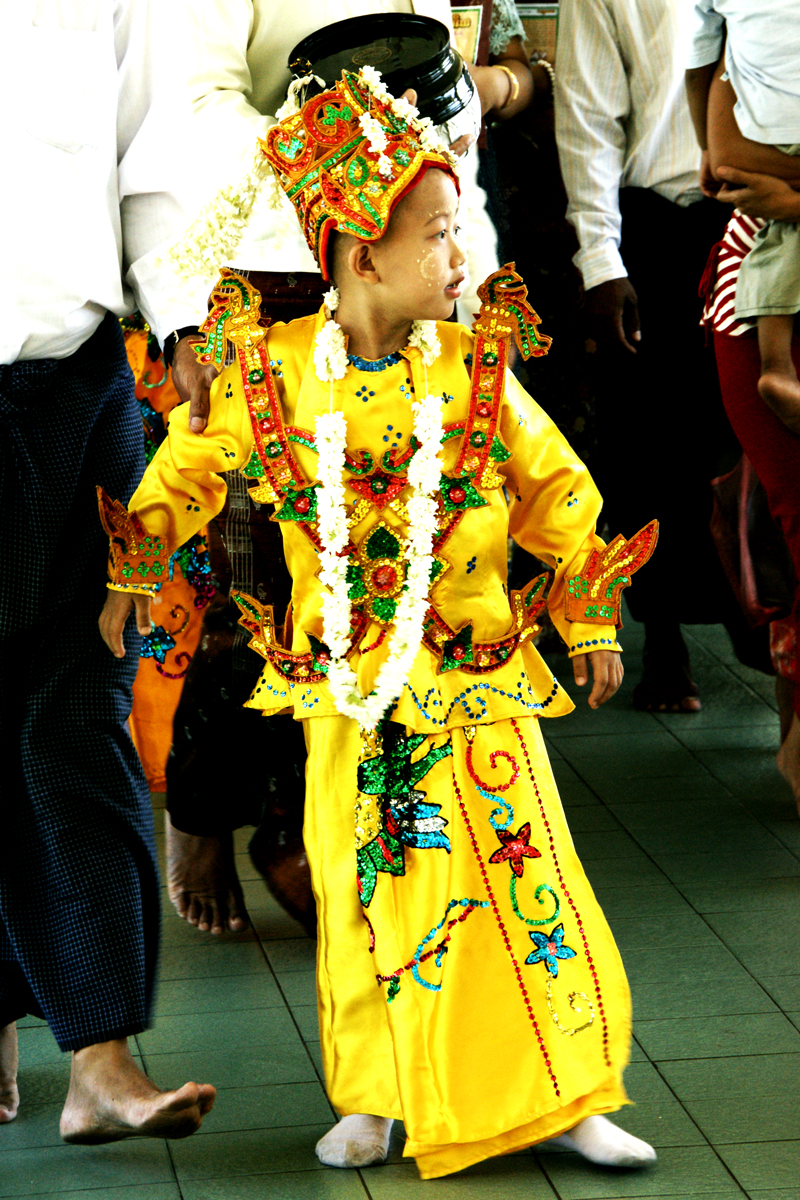
Les jeunes bouddhistes birmans commencent leur noviciat à l'issue du shinbyu, cérémonie durant laquelle ils se défont de leur costume princier et de leurs cheveux, imitant ainsi un épisode de la vie de Bouddha et de son fils Rahula.

Dans toutes les traditions religieuses, occidentales, comme orientales — y compris non chrétiennes — le noviciat est une période d’initiation et de probation (incluant des « épreuves ») à la vie religieuse stable. Par extension, dans la tradition catholique, il a pris le sens canonique de lieu (bâtiment) où se fait cette initiation. 

## Étymologie et origine
Les mots « novice » comme « noviciat » dérivent tous deux du latin novus (nouveau). Si tout chrétien, comme baptisé, est un ‘homme nouveau’ selon saint Paul (Col 3,10 : « vous avez revêtu l’homme nouveau »), c’est vrai une seconde fois lorsqu’il, ou elle, décide de suivre le Christ sur la voie des conseils évangéliques. Dans certaines congrégations religieuses la nouveauté et le nouveau départ se marquent même par l’adoption d’un nouveau nom.  

## Histoire
Les textes des premiers siècles monastiques, bien que riches et précis en vocabulaire (cénobite, anachorète, moine, etc.) ne connaissent pas le mot de noviciat. Pour les débutants dans la vie religieuse les textes parlent plutôt d'apprentis ou d’apprentissage (en latin tiro ou tirocinium), ou de renonçants.
C’est saint Benoît qui, dans sa règle, au chapitre 58, fixe les termes de novice pour désigner le candidat à la vie religieuse, et noviciat pour la période d’initiation à la vie religieuse. De même il fait une distinction entre l'hôtellerie' où le candidat est d'abord reçu, le 'noviciat' où il passe plusieurs mois de probation et la communauté monastique où il sera reçu si « après avoir bien réfléchi il promet de tout garder et d'observer tout ce qui lui sera commandé ».

## Aujourd’hui
Dans la loi de l'Église catholique le noviciat désigne aujourd’hui le temps estimé nécessaire pour qu’un candidat arrive à une décision personnelle en ce qui concerne l’appel ressenti à suivre le Christ sur la voie des conseils évangéliques. Ainsi l’exprime le canon 646 du Code de droit canonique : « Le noviciat, par lequel commence la vie dans l'institut, est ordonné à ce que les novices aient une meilleure connaissance de la vocation divine telle qu'elle est propre à l'institut (religieux), qu'ils fassent l'expérience du genre de vie de l'institut, qu'ils imprègnent de son esprit leur pensée et leur cœur, et que soient éprouvés leur propos et leur idonéité ».
Le noviciat doit être fait dans une maison régulièrement désignée à cette fin (le noviciat) (canon 647) et durera au moins 12 mois, sans aller au-delà de deux ans (canon 648). Le maître des novices doit être un religieux profès perpétuel et formé à cette mission particulière. (canon 651).